# BM-21 Grad-1
BM-21 Grad-1 – sowiecka samobieżna wieloprowadnicowa wyrzutnia rakietowa wprowadzona na uzbrojenie w 1974 roku. Produkowana przez zakłady Spław z Tuły. Stanowi lżejszą odmianę systemu BM-21 Grad.

## Konstrukcja
Wyrzutnia BM-21 Grad-1, oznaczona indeksem 9P138, osadzona jest na samochodzie ciężarowym ZiŁ-131. Blok wyrzutni liczy 36 prowadnic kalibru 122,4 mm. W położeniu transportowym blok wyrzutni jest obrócony do tyłu, a wloty wyrzutni znajdują się za kabiną samochodu. W położeniu bojowym blok wyrzutni zostaje wraz z platformą do której jest umocowany przesunięty o blisko metr do tyłu. Z prowadnic odpalane są pociski odłamkowo-burzące OF-21-1 i 9M28F. Mają one wymiary zbliżone do rakiet odpalanych z wyrzutni BM-21 Grad, ale za cenę zmniejszenia zasięgu do 15 km, zwiększono ich możliwości bojowe - zastosowano większą masę ładunku wybuchowego i grubość skorupy pocisku, posiadają więc większą siłę i pole rażenia. Później opracowano także pociski zapalające 9M28S, dymne 9M28D, oraz kasetowe 9M28K (z minami przeciwpancernymi PTM-3). Z wyrzutniami współpracują pojazdy transportowe 9T450 i załadowcze 9F380. Czas odpalenia salwy 36 pocisków był równy 18 sekund.
BM-21 Grad-1 był przeznaczony dla artylerii pułkowej, dlatego zastosowano rakiety o mniejszym zasięgu niż odpalane z BM-21 Grad (system artylerii dywizyjnej).